# Langues chinantèques
Les langues chinantèques sont un groupe de langues amérindiennes parlées au Mexique.

## Classification
Les langues chinantèques sont une des branches de la famille oto-mangue.

## Liste des langues
Il existe une grande variété de parlers chinantèques. L'habitude est de les qualifier de dialectes. Ce terme ne signifie pas nécessairement qu'ils soient intercompréhensibles les uns par rapport aux autres.
| Code ISO | classification d’Ethnologue    | classification de l’INALI                                                 | autonymes                                     |
| -------- | ------------------------------ | ------------------------------------------------------------------------- | --------------------------------------------- |
| cle      | chinantèque de Lealao          | chinantèque central (chinanteco central)                                  | jajme dzä mii, jmiih kia’ dzä mii             |
| csa      | chinantèque de Chiltepec       | chinantèque central (chinanteco central)                                  | jajme dzä mii, jmiih kia’ dzä mii             |
| cpa      | chinantèque de Palantla        | chinantèque central (chinanteco central)                                  | jajme dzä mii, jmiih kia’ dzä mii             |
| ctl      | chinantèque de Tlacoatzintepec | chinantèque du nord-ouest (chinanteco del noroeste)                       | jau jmai                                      |
| cco      | chinantèque de Comaltepec      | chinantèque de la sierra (chinanteco de la sierra)                        | juu jmiih                                     |
| chq      | chinantèque de Quiotepec       | chinantèque de la sierra (chinanteco de la sierra)                        | juu jmiih                                     |
| cnl      | chinantèque de Lalana          | chinantèque du sud-est inférieur (chinanteco del sureste bajo)            | jujmi dsa maji’i , jujmi dsa mɨta’o           |
| cte      | chinantèque de Tepinapa        | chinantèque du sud-est moyen (chinanteco del sureste medio)               | jujmi                                         |
| chj      | chinantèque d'Ojitlán          | chinantèque du nord (chinanteco del norte)                                | jujmi, jujmi tsa kö ’wɨɨ, jmiih kia’ dzä ’vïï |
| chz      | chinantèque d’Ozumacín         | chinantèque du sud-est supérieur (chinanteco del sureste alto)            | jumi dsa mojai                                |
| cvn      | chinantèque de Valle Nacional  | chinantèque du centre inférieur (chinanteco cenral bajo)                  | jɨg ki tsomän, jɨg dsa kɨ, jumi dsa iinɨn     |
| cso      | chinantèque de Sochiapan       | chinantèque de l’ouest (chinanteco del oeste)                             | jujma                                         |
| cnt      | chinantèque de Tepetotutla     | chinantèque du centre ouest inférieur (chinanteco del oeste central bajo) | jejmei, jejmi, jajmi dzä kïï’                 |
| cuc      | chinantèque d'Usila            | chinantèque du centre ouest supérieur (chinanteco del oeste central alto) | jaú jm̲, jmiih kia’ dzä jii’                   |

## Caractéristiques
Les langues chinantèques, comme les autres langues oto-mangues, sont des langues tonales.